# Nenjiang (flod)
Nenjiang, Nen Jiang (kinesiska: 嫩江; Nèn Jiāng), även känd som Nunchiang, eller  Nonni (manchuiska: Non ula) är en flod som rinner genom nordöstra Kina. Nenjiang flyter genom den norra delen av provinsen Heilongjiang och den nordöstra delen av Inre Mongoliet, där den på vissa ställen utgör gränsen mellan de båda regionerna. Floden är 1 090 kilometer lång och är det största tillflödet till floden Songhua. Floden avvattnar Hingganbergen och är segelbar till staden Nenjiang. Nenjiangs vatten förorenas av industri- och gruvverksamhet.